# Ajn al-Hadżal
Ajn al-Hadżal – miasto w Algierii, w prowincji Al-Masila. Według danych z 2012 roku liczyło 42,5 tys. mieszkańców.